# Branchinotogluma grasslei
Branchinotogluma grasslei är en ringmaskart som beskrevs av Pettibone 1985. Branchinotogluma grasslei ingår i släktet Branchinotogluma och familjen Polynoidae. Inga underarter finns listade i Catalogue of Life.